# Tillandsia rubrispica
Tillandsia rubrispica là một loài thuộc chi Tillandsia. Đây là loài đặc hữu của México.